# Helena Island

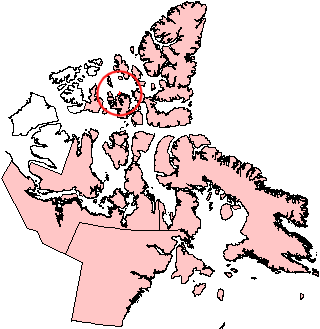
Lage von Helena Island in Nunavut

Helena Island ist eine unbewohnte Insel im Territorium Nunavut, Kanada. Sie gehört zu den Königin-Elisabeth-Inseln im Nordpolarmeer.

## Lage
Die Insel verläuft parallel zur Nordwestküste von Bathurst Island und wird von dieser durch die Sir William Parker Strait getrennt. Sie ist 41 Kilometer lang und 12,8 Kilometer breit und hat damit eine Fläche von 326 Quadratkilometern. Östlich von Helena Island, vor Cape Halkett, liegen die Hosken Islands und Sherard Osborne Island. Auch dem Westkap, Cape Robert Smart, sind einige kleine Eilande vorgelagert. Etwa elf Kilometer nordwestlich von Noel Point befindet sich mit Seymour Island ein Brutgebiet der seltenen Elfenbeinmöwe.